# Střelice (Uničov)
Střelice (německy Strzelitz) jsou místní částí města Uničov. Obec má své vlastní vesnické muzeum a sokolovnu. Ozdobou vesnice je kaple sv. Jana Nepomuckého a mariánský sloup, lze zde také najít dva smírčí kříže, na jednom z nich je vyobrazena sekera a na druhém pistole.

## Historie
Příslušnost Střelic k Uničovu je dána již listinou markraběte Přemysla z roku 1234. Na rozdíl od Uničova byly Střelice domovem pro více Čechů než Němců, proto byly vždy oporou české menšiny v Uničově. Vesničané pracovali převážně v zemědělském průmyslu, později i na železniční dráze. Obec si postavila vlastní školu, předtím však děti navštěvovaly školu v Renotech. Mezi lety 1848–1850 byly Střelice propuštěny z uničovského poddanství. K Uničovu se opět připojily coby integrovaná obec až v době normalizace.
V letech 1961–1975 k vesnici patřil Benkov.
V ranních hodinách 16. března 2020, v době, kdy se Česká republika potýkala s pandemií nemoci covid-19, rozhodli hygienici, s ohledem na prudký nárůst pacientů s tímto onemocněním, o uzavření měst Uničova a Litovle spolu s jejich okolím. Policie oblast střežila a neumožnila nikomu do oblasti vstoupit, ani ji opustit. Jednou z takto zasažených vesnic byly i Střelice. Uzavření oblasti skončilo 30. března.